# 壮溪镇
壮溪镇，原为壮溪乡，是中华人民共和国四川省资阳市简阳市下辖的一个乡镇级行政单位。2019年12月，撤乡设镇，壮溪镇人民政府驻上街144号。

## 行政区划
壮溪镇下辖以下地区：
大池村、高产村、工农村、光华村、马家祠村、民权村、柿子湾村和五显庙村。